# Грасьоса
Грасьоса (исп. La Graciosa) — остров в Атлантическом океане, относящийся к архипелагу Чинихо. Относится к муниципалитету Тегисе провинции Лас-Пальмас.
Находится в 2 км к северу от острова Лансароте. Является вулканическим островом, целиком состоит из вулканических пород и песков. Его длина составляет 8 км и ширина 4 км. Площадь — 29,05 км², население — 730 человек (2019). Отелей на Грасьосе нет, но имеется пара пансионов. Кроме посёлка-порта Калета-дель-Себо на нём есть ещё только один населённый пункт — рыбацкая деревушка Педро-Барба.